# Liste d'œuvres d'art public à Lyon
Pour un article plus général, voir Liste d'œuvres d'art public dans le département du Rhône.
Cet article recense les œuvres d'art dans l'espace public de Lyon, en France.

## Liste

### Fontaines
| Œuvre                                                                             | Auteur                                                                | Arrondissement | Localisation               | Notes                                                                                                 | Installation | Coordonnées                      | Illustration                             |
| --------------------------------------------------------------------------------- | --------------------------------------------------------------------- | -------------- | -------------------------- | --- | ------------ | -------------------------------- | ---------------------------------------- |
| Fontaine Bartholdi                                                                | Auguste Bartholdi                                                     | 1              | Place des Terreaux         | | 1888         | 45° 46′ 03″ nord, 4° 50′ 01″ est | Fontaine Bartholdi                       |
| Fontaine Burdeau                                                                  | Auguste Burdeau                                                       | 1              | Rue Lucien-Sportisse       | | 1903         | 45° 46′ 13″ nord, 4° 49′ 49″ est | Fontaine Burdeau                         |
| Fontaine Camille Roy                                                              | Michel Roux-Spitz, architecte ; Marcel Renard, sculpteur              | 1              | Jardin des Chartreux       | | 1924         | 45° 46′ 08″ nord, 4° 49′ 15″ est | Image manquante                          |
| Fontaine                                                                          | Charles-François Bailly                                               | 1              | Hôtel de ville, cour haute | | 1883         | 45° 46′ 04″ nord, 4° 50′ 07″ est | Fontaine, hôtel de ville, cour haute     |
| Monument fontaine à Jean-Pierre Pléney                                            | Joseph Bourgeot, Vincent Fontan, Abraham Hirsch                       | 1              | Place Meissonnier          | | 1897         | 45° 45′ 58″ nord, 4° 49′ 58″ est | Monument fontaine à Jean-Pierre Pléney   |
| Fontaine de la place Sathonay                                                     | François-Frédéric Lemot                                               | 1              | Place Sathonay             | | 1823         | 45° 46′ 09″ nord, 4° 49′ 49″ est | Fontaine de la place Sathonay            |
| Le Soleil                                                                         | Jean-Robert Ipoustéguy                                                | 1              | Place Louis-Pradel         | | 1982         | 45° 46′ 06″ nord, 4° 50′ 10″ est | Image manquante                          |
| Fontaine                                                                          | ?                                                                     | 2              | Place Antoine-Vollon       | | 1857         | 45° 45′ 21″ nord, 4° 49′ 39″ est | Fontaine, place Antoin-Vollon            |
| Fontaine des Jacobins                                                             | Gaspard André et Hippolyte Flandrin                                   | 2              | place des Jacobins         | | 1881         | 45° 45′ 38″ nord, 4° 50′ 01″ est | Fontaine des Jacobins                    |
| Fontaine de l'Auditorium                                                          | Henri Comby                                                           | 3              | Place Charles-de-Gaulle    | | 1978         | 45° 45′ 41″ nord, 4° 51′ 08″ est | Image manquante                          |
| Le Buisson ardent                                                                 | Geneviève Boehmer (de)                                                | 3              | Place Eugène-Varlin        | | 1982         | 45° 45′ 35″ nord, 4° 50′ 53″ est | Image manquante                          |
| Fontaine Béraudier                                                                | Jean-Robert Ipoustéguy                                                | 3              | Place Charles-Béraudier    | | 1987         | 45° 45′ 38″ nord, 4° 51′ 32″ est | Image manquante                          |
| Lavoir                                                                            | Bachir Hadji, Nicolas Kriknof                                         | 4              | Montée Bonafous            | | 2009         | 45° 46′ 31″ nord, 4° 50′ 18″ est | Lavoir, montée Bonafous                  |
| Le Baptême du Christ                                                              | Jean-Marie Bonnassieux, René Dardel                                   | 5              | Place Saint-Jean           | | 1844         | 45° 45′ 40″ nord, 4° 49′ 36″ est | Le Baptême du Christ                     |
| Fontaine du Taurobole                                                             | Louis Cécile Flacheron                                                | 5              | Rue des Macchabées         | | 1828         | 45° 45′ 21″ nord, 4° 49′ 00″ est | Fontaine du Taurobole                    |
| Fontaine de la place du Maréchal-Lyautey                                          | Tony Desjardins et Guillaume Bonnet                                   | 6              | Place du Maréchal-Lyautey  | | 1865         | 45° 46′ 07″ nord, 4° 50′ 31″ est | Fontaine de la place du Maréchal-Lyautey |
| L'erre de la Compas-Raison                                                        | Serge Boyer                                                           | 9              | Place de la Compas-Raison  | réinstallation et recomposition de l'oeuvre "le grand compas" d'abord située place de la République , | 1996         | 45° 47′ 02″ nord, 4° 47′ 42″ est | Image manquante                          |
| Fontaine et sculptures Davantage d’avantages… Cœur ferme et sucré… Bonnes saveurs | Pascale Hannetel et Arnaud Yver (paysagistes), Marie Ducaté (artiste) | 9              | Place de Paris             | | 1998         | 45° 46′ 45″ nord, 4° 48′ 15″ est | Image manquante                          |

### Monuments aux morts
| Œuvre                                                   | Auteur                                                                             | Arrondissement | Localisation             | Notes                                           | Installation | Coordonnées                      | Illustration                                         |
| ------------------------------------------------------- | ---------------------------------------------------------------------------------- | -------------- | ------------------------ | ----------------------------------------------- | ------------ | -------------------------------- | ---------------------------------------------------- |
| La pensée, aux sculpteurs et peintres lyonnais disparus | Georges Salendre                                                                   | 1              | Jardin des Chartreux     |                                                 | ca 1930      | 45° 46′ 08″ nord, 4° 49′ 14″ est | Hommage aux sculpteurs et peintres lyonnais disparus |
| Veilleur de pierre                                      | Georges Salendre                                                                   | 2              | Place Bellecour          |                                                 | 1948         | 45° 45′ 30″ nord, 4° 49′ 59″ est | Monument à la Résistance et à la Déportation         |
| Monument des enfants du Rhône                           | Étienne Pagny                                                                      | 6              | Place du Général-Leclerc |                                                 | 1887         | 45° 46′ 38″ nord, 4° 50′ 41″ est | Monument des enfants du Rhône                        |
| Monument aux morts de l'île du Souvenir                 | Tony Garnier, Jean-Baptiste Larrivé, Auguste Larrivé, Claude Grange, Louis Bertola | 6              | Parc de la Tête d'Or     |                                                 | 1920         | 45° 46′ 50″ nord, 4° 51′ 07″ est | Monument aux morts de l'île du Souvenir              |
| Mémorial lyonnais du génocide arménien                  | Léonardo Basmadyian, Dominique Arnoux, Anne Perrot, Marianne Pons-Hagopian         | 2              | Place Antonin-Poncet     |                                                 | 2006         | 45° 45′ 23″ nord, 4° 50′ 02″ est | Image manquante                                      |
| Monument aux morts de Montchat                          | Jean-Louis Chorel                                                                  | 3              | Square du Château        |                                                 | 1920         | 45° 44′ 57″ nord, 4° 53′ 15″ est | Monument aux morts de Montchat                       |
| Monument aux morts d'Oran                               | Albert Pommier                                                                     | 9              | Place Bachaga-Boualem    | Érigé en 1927 à Oran ; transféré à Lyon en 1967 | 1968         | 45° 47′ 22″ nord, 4° 48′ 00″ est | Monument aux morts d'Oran                            |

### Sculptures
| Œuvre                                                   | Auteur                                                        | Arrondissement | Localisation                                     | Notes                                                          | Installation     | Coordonnées                      | Illustration                             |
| ------------------------------------------------------- | ------------------------------------------------------------- | -------------- | ------------------------------------------------ | -------------------------------------------------------------- | ---------------- | -------------------------------- | ---------------------------------------- |
| Victor de Laprade                                       | Louis Cosme Demaille                                          | 3              | Jardin de l'Hôtel de préfecture du Rhône         |                                                                | 1898             | 45° 45′ 40″ nord, 4° 50′ 34″ est | Victor de Laprade                        |
| Buste de Félix Mangini                                  | Alfred Boucher                                                | 3              | Jardin de l'Hôtel de préfecture du Rhône         |                                                                | 1907             | 45° 45′ 40″ nord, 4° 50′ 33″ est | Félix Mangini                            |
| Pierre Dupont et sa muse                                | Jean-Louis Chorel                                             | 3              | Jardin de l'Hôtel de préfecture du Rhône         |                                                                | avril 1912       | 45° 45′ 37″ nord, 4° 50′ 33″ est | Pierre Dupont                            |
| Général Duphot                                          | Charles-François Bailly                                       | 3              | Jardin de l'Hôtel de préfecture du Rhône         |                                                                | 1898             | 45° 45′ 37″ nord, 4° 50′ 35″ est | Général Duphot                           |
| Harmonie Musicale                                       | Charles Stratos                                               | 3              | Place de Francfort                               |                                                                | 21 mai 2014      | 45° 45′ 39″ nord, 4° 51′ 45″ est | Harmonie Musicale                        |
| Renaissance                                             | Christian Puaux                                               | 3              | Place Marc-Aron                                  |                                                                | 24 janvier 2015  | 45° 45′ 38″ nord, 4° 50′ 58″ est | Renaissance                              |
| Sully                                                   | ?                                                             | 6              | Angle Rue Sully et Quai de Serbie                |                                                                |                  | 45° 46′ 14″ nord, 4° 50′ 28″ est | Sully                                    |
| monument à Julien Barbero                               | Charles Meysson (architecte) et Alexandre Maspoli (sculpteur) | 6              | Rue Juliette Récamier                            |                                                                | 1938, 24 juillet | 45° 46′ 04″ nord, 4° 51′ 29″ est | Julien Barbero                           |
| monument à Diego Brosset                                | Monique Vergnieux                                             | 6              | place du Général Brosset                         |                                                                | 1980             | 45° 46′ 02″ nord, 4° 51′ 26″ est | Diego Brosset                            |
| L'Âge d'airain                                          | Auguste Rodin                                                 | 1              | Jardin du Palais Saint-Pierre                    |                                                                | 1910             | 45° 46′ 01″ nord, 4° 50′ 03″ est | L'Âge d'airain                           |
| Sergent Blandan                                         | André Tajana                                                  | 1              | Place Sathonay                                   |                                                                | 1962             | 45° 46′ 09″ nord, 4° 49′ 49″ est | Image manquante                          |
| Carpeaux au travail                                     | Antoine Bourdelle                                             | 1              | Jardin du Palais Saint-Pierre                    |                                                                | ?                | 45° 46′ 00″ nord, 4° 50′ 00″ est | Carpeaux au travail                      |
| Chactas sur la tombe d'Atala                            | Francisque Duret                                              | 1              | Jardin du Palais Saint-Pierre                    |                                                                | ?                | 45° 46′ 00″ nord, 4° 50′ 00″ est | Chactas sur la tombe d'Atala             |
| La Danse                                                | Josef Ciesla                                                  | 1              | Ligne A, Hôtel de Ville - Louis Pradel           |                                                                | 1978             | 45° 46′ 03″ nord, 4° 50′ 10″ est | Image manquante                          |
| Démocrite méditant sur le siège de l'âme                | Léon-Alexandre Delhomme                                       | 1              | Jardin du Palais Saint-Pierre                    |                                                                | 1868             | 45° 46′ 01″ nord, 4° 50′ 01″ est | Démocrite méditant sur le siège de l'âme |
| Pierre Dupont                                           | Auguste Suchetet                                              | 1              | Jardin des Chartreux                             |                                                                | 1899             | 45° 46′ 09″ nord, 4° 49′ 25″ est | Pierre Dupont                            |
| Faune ivre                                              | Léon Cugnot                                                   | 1              | Jardin du Palais Saint-Pierre                    |                                                                | ?                | 45° 46′ 01″ nord, 4° 50′ 00″ est | Faune ivre                               |
| Giotto enfant                                           | Jean-François Legendre-Héral                                  | 1              | Jardin du Palais Saint-Pierre                    |                                                                | ?                | 45° 46′ 00″ nord, 4° 50′ 02″ est | Giotto enfant                            |
| Guignols                                                | Jean-Robert Ipoustéguy                                        | 1              | Place Louis-Pradel                               |                                                                | 1982             | 45° 46′ 06″ nord, 4° 50′ 14″ est | Guignols                                 |
| Le Joueur de flûte                                      | Jean-André Delorme                                            | 1              | Jardin du Palais Saint-Pierre                    |                                                                |                  | 45° 46′ 00″ nord, 4° 50′ 02″ est | Le joueur de flûte                       |
| Louise Labé                                             | Jean-Robert Ipoustéguy                                        | 1              | Place Louis-Pradel                               |                                                                | 1982             | 45° 46′ 06″ nord, 4° 50′ 12″ est | Image manquante                          |
| Buste de Moïse Lang                                     | ?                                                             | 1              | Jardin des plantes                               |                                                                | ?                | 45° 46′ 12″ nord, 4° 49′ 46″ est | Buste de Moïse Lang                      |
| Monument aux Grands Hommes de la Martinière             | Charles Textor                                                | 1              | Place Gabriel-Rambaud                            |                                                                | 1911             | 45° 46′ 05″ nord, 4° 49′ 47″ est | Monument de La Martinière                |
| L'Ombre                                                 | Auguste Rodin                                                 | 1              | Jardin du Palais Saint-Pierre                    |                                                                | ?                | 45° 46′ 01″ nord, 4° 50′ 02″ est | L'Ombre                                  |
| Le Patineur                                             | César                                                         | 1              | Place Tolozan                                    |                                                                | 1989             | 45° 46′ 07″ nord, 4° 50′ 15″ est | Image manquante                          |
| Louis Pradel                                            | Jean-Robert Ipoustéguy                                        | 1              | Place Louis-Pradel                               |                                                                | 1982             | 45° 46′ 06″ nord, 4° 50′ 13″ est | Image manquante                          |
| Monument à Xavier Privas                                |                                                               | 1              | Jardin des Chartreux                             |                                                                |                  | 45° 46′ 08″ nord, 4° 49′ 18″ est | Xavier Privas                            |
| Pétrus Sambardier                                       |                                                               | 1              | Jardin des Chartreux                             |                                                                |                  | 45° 46′ 07″ nord, 4° 49′ 16″ est | Pétrus Sambardier                        |
| Joseph Serre                                            |                                                               | 1              | Jardin des Chartreux                             |                                                                |                  | 45° 46′ 07″ nord, 4° 49′ 11″ est | Joseph Serre                             |
| Têtes d'ânes                                            | Bachir Hadji                                                  | 1              | Place du Lieutenant-Morel                        |                                                                | 2008             | 45° 46′ 20″ nord, 4° 49′ 36″ est | Image manquante                          |
| Monument à Ampère                                       | Charles Textor                                                | 2              | Place Ampère                                     |                                                                | 1888             | 45° 45′ 11″ nord, 4° 49′ 44″ est | André-Marie Ampère                       |
| Édouard Aynard                                          | Jean-Baptiste Larrivé                                         | 2              | Place de la Bourse                               |                                                                | 1919             | 45° 45′ 52″ nord, 4° 50′ 10″ est | Édouard Aynard                           |
| Cinq rêves dans un joli parc (avec mon père et ma mère) | Pierrick Sorin                                                | 2              | Musée d'art contemporain, Cité internationale    |                                                                | 1997             | 45° 45′ 50″ nord, 4° 50′ 08″ est | Image manquante                          |
| Flower Tree                                             | Choi Jeong-Hwa                                                | 2              | Place Antonin-Poncet                             |                                                                | 2003             | 45° 45′ 21″ nord, 4° 50′ 09″ est | Image manquante                          |
| L'Égalité                                               | Émile Peynot                                                  | 3              | Parc Georges-Bazin                               | Partie du monument à la République déplacée de la place Carnot | 1975             | 45° 45′ 10″ nord, 4° 52′ 58″ est | Image manquante                          |
| Monument à Gailleton                                    | André Vermare                                                 | 2              | Place Gailleton                                  |                                                                |                  | 45° 45′ 13″ nord, 4° 49′ 58″ est | Monument à Gailleton                     |
| Statue équestre de Louis XIV                            | François-Frédéric Lemot, Nicolas Coustou, Guillaume Coustou   | 2              | Place Bellecour                                  |                                                                | 1825             | 45° 45′ 28″ nord, 4° 49′ 56″ est | Statue équestre de Louis XIV             |
| Le Petit Prince et Antoine de Saint-Exupéry             | Christiane Guillaubey                                         | 2              | Place Bellecour                                  |                                                                | 2000             | 45° 45′ 27″ nord, 4° 49′ 48″ est | Image manquante                          |
| Monument à la République                                | Émile Peynot                                                  | 2              | Place Carnot                                     |                                                                |                  | 45° 45′ 03″ nord, 4° 49′ 42″ est | Monument à la République                 |
| Le Soleil                                               | Ivan Avoscan                                                  | 2              | Ligne A, Bellecour                               |                                                                | 1978             | 45° 45′ 29″ nord, 4° 50′ 01″ est | Image manquante                          |
| Combat                                                  | Ivan Avoscan                                                  | 3              | immeubles Zumbrunnen, cours Lafayette            |                                                                | 1963             | 45° 45′ 48″ nord, 4° 50′ 56″ est | Combat                                   |
| Silence                                                 | Ivan Avoscan                                                  | 3              | immeubles Zumbrunnen, cours Lafayette            |                                                                | 1964             | 45° 45′ 48″ nord, 4° 50′ 55″ est | Image manquante                          |
| Croncelhorbe                                            | Henri Comby                                                   | 3              | Parvis de la tour Crédit Lyonnais à la Part-Dieu |                                                                | 1978             | 45° 45′ 39″ nord, 4° 51′ 10″ est | Image manquante                          |
| Deber                                                   | Maxime Descombin                                              | 3              | Parvis de la tour Crédit Lyonnais à la Part-Dieu |                                                                |                  | 45° 45′ 40″ nord, 4° 51′ 19″ est | Image manquante                          |
| Demeure miroir n°10                                     | Étienne-Martin                                                | 3              | Parvis du centre commercial de la Part-Dieu      |                                                                | 1998             | 45° 45′ 37″ nord, 4° 51′ 15″ est | Demeure miroir n°10                      |
| Être                                                    | Louis Molinari                                                | 3              | Cours de la COURLY                               |                                                                | 1978             | 45° 45′ 28″ nord, 4° 51′ 19″ est | Image manquante                          |
| La Fraternité                                           | Émile Peynot                                                  | 3              | Parc Georges-Bazin                               | Partie du monument à la République déplacée de la place Carnot | 1975             | 45° 45′ 11″ nord, 4° 52′ 58″ est | Image manquante                          |
| Buste de Tony Garnier                                   | L. Prost                                                      | 3              | Hôpital Édouard-Herriot                          |                                                                | 1936             | 45° 44′ 35″ nord, 4° 52′ 50″ est | Buste de Tony Garnier                    |
| La Liberté                                              | Émile Peynot                                                  | 3              | Parc Georges-Bazin                               | Partie du monument à la République déplacée de la place Carnot | 1975             | 45° 45′ 11″ nord, 4° 52′ 58″ est | Image manquante                          |
| Lyonéon                                                 | Nicolas Schöffer                                              | 3              | Place d'Arsonval, Ligne D, Grange Blanche        |                                                                | 1988             | 45° 44′ 34″ nord, 4° 52′ 44″ est | Image manquante                          |
| La Main tendue                                          | Arman                                                         | 3              | Parvis de la tour de la Société Générale         |                                                                |                  | 45° 45′ 48″ nord, 4° 51′ 30″ est | La Main tendue                           |
| Monument aux cuirassiers                                |                                                               | 3              | Place du Lac                                     |                                                                |                  | 45° 45′ 31″ nord, 4° 51′ 14″ est | Monument aux cuirassiers                 |
| Le Pollueur                                             | Josef Ciesla                                                  | 3              | Parvis du centre commercial de la Part-Dieu      |                                                                |                  | 45° 45′ 35″ nord, 4° 51′ 16″ est | Image manquante                          |
| Sadi Carnot                                             |                                                               | 3              | Square Delestraint                               |                                                                |                  | 45° 45′ 39″ nord, 4° 50′ 29″ est | Sadi Carnot                              |
| Sans titre                                              | Claude Viseux                                                 | 3              | Place du Lac                                     |                                                                | 1980             | 45° 45′ 29″ nord, 4° 51′ 15″ est | Image manquante                          |
| Sculpture en acier                                      | Jacques Bouget                                                | 3              | Ligne B, Saxe - Gambetta                         | Intérieur station niveau -1                                    | 1981             | 45° 45′ 13″ nord, 4° 50′ 48″ est | Image manquante                          |
| Signal orange                                           | Alain Lovato                                                  | 3              | Terrasse du centre commercial de la Part-Dieu    |                                                                | 1978             | 45° 45′ 40″ nord, 4° 51′ 15″ est | Image manquante                          |
| Structure                                               | Costa Coulentianos                                            | 3              | Parvis du centre commercial de la Part-Dieu      |                                                                |                  | 45° 45′ 41″ nord, 4° 51′ 13″ est | Image manquante                          |
| Synchromie n°1                                          | René Roche                                                    | 3              | Parvis du centre commercial de la Part-Dieu      |                                                                | 1978             | 45° 45′ 44″ nord, 4° 51′ 10″ est | Image manquante                          |
| L'Allégorie de la Ville de Lyon                         | Émile Peynot                                                  | 3              | place Carnot                                     |                                                                | 1975             | 45° 45′ 03″ nord, 4° 49′ 38″ est | Image manquante                          |
| Autoportrait                                            | Jean-Pierre Raynaud                                           | 4              | Parc de la Cerisaie                              |                                                                | 1980             | 45° 46′ 30″ nord, 4° 49′ 02″ est | Image manquante                          |
| Cage                                                    | Victor Caniato                                                | 4              | Parc Francis-Popy                                |                                                                | 1980             | 45° 46′ 40″ nord, 4° 49′ 22″ est | Image manquante                          |
| Cathédrale                                              | Geneviève Dumont                                              | 4              | Parc de la Cerisaie                              |                                                                | 1980             | 45° 46′ 29″ nord, 4° 49′ 01″ est | Image manquante                          |
| Le Chant des Canuts                                     | Georges Salendre                                              | 4              | Place des Tapis                                  |                                                                | 1980             | 45° 46′ 31″ nord, 4° 49′ 49″ est | Le Chant des Canuts                      |
| Colonne                                                 | Bernard Pagès                                                 | 4              | Parc de la Cerisaie                              |                                                                |                  | 45° 46′ 32″ nord, 4° 49′ 01″ est | Image manquante                          |
| Condition paradoxale                                    | Gérald Martinand                                              | 4              | Parc de la Cerisaie                              |                                                                | 1982             | 45° 46′ 29″ nord, 4° 49′ 02″ est | Image manquante                          |
| Duplex                                                  | Gérald Martinand                                              | 4              | Parc de la Cerisaie                              |                                                                | 1984             | 45° 46′ 29″ nord, 4° 48′ 57″ est | Image manquante                          |
| Buste de Pierre Dupont                                  |                                                               | 4              | Jardin Gustave-Ferrié                            |                                                                |                  | 45° 46′ 48″ nord, 4° 49′ 29″ est | Buste de Pierre Dupont                   |
| La Fanny de Lyon                                        | Geneviève Böhmer                                              | 4              | Boulevard de la Croix-Rousse                     |                                                                | 1987             | 45° 46′ 23″ nord, 4° 49′ 15″ est | Image manquante                          |
| Joseph Marie Jacquard                                   |                                                               | 4              | Place de la Croix-Rousse                         |                                                                |                  | 45° 46′ 30″ nord, 4° 49′ 56″ est | Joseph Marie Jacquard                    |
| Hommage à Léon                                          | César                                                         | 4              | Parc de la Cerisaie                              |                                                                | 1964             | 45° 46′ 29″ nord, 4° 49′ 00″ est | Image manquante                          |
| Mimi                                                    | Markus Raetz                                                  | 4              | Parc de la Cerisaie                              |                                                                | 1982             | 45° 46′ 32″ nord, 4° 48′ 59″ est | Image manquante                          |
| La Nuit du 29 mai 1980                                  | Gérard Michel                                                 | 4              | Parc de la Cerisaie                              |                                                                |                  | 45° 46′ 30″ nord, 4° 48′ 57″ est | Image manquante                          |
| Le Printemps                                            | Georges Salendre                                              | 4              | Place des Tapis                                  |                                                                |                  | 45° 46′ 31″ nord, 4° 49′ 51″ est | Image manquante                          |
| Sully Prudhomme                                         | Marius Léon Cladel                                            | 1er            | Place Bellevue / Rue d'Austerlitz                |                                                                |                  | 45° 46′ 28″ nord, 4° 50′ 10″ est | Sully Prudhomme                          |
| Sans titre                                              | Tanguy                                                        | 4              | Rue Tabareau                                     |                                                                | 1991             | 45° 46′ 27″ nord, 4° 49′ 30″ est | Image manquante                          |
| Hommage à Jean Paul Sartre                              | Ulrich Rückriem                                               | 4              | Parc de la Cerisaie                              |                                                                | 1982             | 45° 46′ 30″ nord, 4° 49′ 01″ est | Image manquante                          |
| Signal                                                  | Takis                                                         | 4              | Parc de la Cerisaie                              |                                                                |                  | 45° 46′ 31″ nord, 4° 49′ 02″ est | Image manquante                          |
| Signal oblique                                          | Alain Lovato                                                  | 4              | Parc de la Cerisaie                              |                                                                | 1980             | 45° 46′ 29″ nord, 4° 49′ 02″ est | Image manquante                          |
| Chaise-sculpture                                        | Michel Goulet                                                 | 5              | Jardin des Curiosités                            |                                                                | 2001             | 45° 45′ 18″ nord, 4° 49′ 19″ est | Image manquante                          |
| L'Homme de la Roche                                     | Pierre-Toussaint Bonnaire                                     | 5              | Quai Pierre-Scize                                |                                                                |                  | 45° 46′ 01″ nord, 4° 49′ 16″ est | L'Homme de la Roche                      |
| Buste de Joseph Lavarenne                               |                                                               | 5              | Place Benoît-Crépu                               |                                                                |                  | 45° 45′ 32″ nord, 4° 49′ 36″ est | Buste de Joseph Lavarenne                |
| Monument à Laurent Mourguet                             | François Girardet                                             | 5              | Avenue du Doyenné                                |                                                                | 1912             | 45° 45′ 34″ nord, 4° 49′ 35″ est | Monument à Laurent Mourguet              |
| The Weight of One Self                                  | Michael Elmgreen, Ingar Dragset                               | 5              | Quai Romain-Rolland                              |                                                                | 2013             | 45° 45′ 42″ nord, 4° 49′ 45″ est | The Weight of One Self                   |
| Bernard de Jussieu                                      | Pierre Aubert                                                 | 6              | Parc de la Tête d'Or                             |                                                                | 1892             | 45° 46′ 24″ nord, 4° 51′ 16″ est | Bernard de Jussieu                       |
| Birnam                                                  | Jaume Plensa                                                  | 6              | Cité internationale                              |                                                                | 1988             | 45° 47′ 02″ nord, 4° 51′ 09″ est | Image manquante                          |
| Centauresse et Faune                                    | Augustin Courtet                                              | 6              | Parc de la Tête d'Or                             |                                                                | 1849             | 45° 46′ 39″ nord, 4° 50′ 44″ est | Centauresse et Faune                     |
| La Déchirure                                            | Nathalie Pesselon                                             | 6              | Parc de la Tête d'Or                             |                                                                | 1986             | 45° 47′ 01″ nord, 4° 51′ 17″ est | Image manquante                          |
| Deux Pingouins                                          | Xavier Veilhan                                                | 6              | Cité internationale                              | Partie de l'ensemble de sculptures « Les Habitants »           | 2006             | 45° 47′ 07″ nord, 4° 51′ 21″ est | Image manquante                          |
| Ensemble pour la paix et la justice                     | Xavier de Fraissinette                                        | 6              | Parc de la Tête d'Or                             |                                                                | 1996             | à géolocaliser                   | Image manquante                          |
| Espace des droits de l'homme                            | Roger Garrindo                                                | 6              | Parc de la Tête d'Or                             |                                                                |                  | 45° 47′ 03″ nord, 4° 51′ 29″ est | Image manquante                          |
| Floréal                                                 | Laure Coutan                                                  | 6              | Parc de la Tête d'Or                             |                                                                |                  | à géolocaliser                   | Floréal                                  |
| Grand Pingouin                                          | Xavier Veilhan                                                | 6              | Cité internationale                              | Partie de l'ensemble de sculptures « Les Habitants »           | 2006             | 45° 47′ 00″ nord, 4° 51′ 01″ est | Image manquante                          |
| Great Circle Dome                                       | Richard Buckminster Fuller                                    | 6              | Cité internationale                              |                                                                |                  | 45° 47′ 01″ nord, 4° 51′ 08″ est | Image manquante                          |
| Hommage des étudiants libanais à Lyon                   |                                                               | 6              | Parc de la Tête d'Or                             |                                                                | 1981             | à géolocaliser                   | Image manquante                          |
| Homme au téléphone                                      | Xavier Veilhan                                                | 6              | Cité internationale                              | Partie de l'ensemble de sculptures « Les Habitants »           | 2006             | 45° 47′ 07″ nord, 4° 51′ 27″ est | Homme au téléphone                       |
| Monument à Guy Hubert                                   |                                                               | 6              | Square du Capitaine-Billon                       |                                                                |                  | 45° 46′ 17″ nord, 4° 51′ 19″ est | Monument à Guy Hubert                    |
| Statue équestre de Jeanne d'Arc                         | Jean-Louis Chorel                                             | 6              | Place Puvis-de-Chavannes                         |                                                                | 1928             | 45° 46′ 17″ nord, 4° 50′ 38″ est | Statue équestre de Jeanne d'Arc          |
| Jeune Fille en roller                                   | Xavier Veilhan                                                | 6              | Cité internationale                              | Partie de l'ensemble de sculptures « Les Habitants »           | 2006             | 45° 47′ 02″ nord, 4° 51′ 04″ est | Image manquante                          |
| Le Livreur de pizza                                     | Xavier Veilhan                                                | 6              | Cité internationale                              | Partie de l'ensemble de sculptures « Les Habitants »           | 2006             | 45° 47′ 06″ nord, 4° 51′ 14″ est | Le Livreur de pizza                      |
| Lyon Asymmetrisch                                       | Per Kirkeby                                                   | 6              | Cité internationale                              |                                                                |                  | 45° 47′ 03″ nord, 4° 51′ 09″ est | Image manquante                          |
| Naïade                                                  | André Tajana                                                  | 6              | Parc de la Tête d'Or                             |                                                                | 1960             | à géolocaliser                   | Image manquante                          |
| Ours                                                    | Xavier Veilhan                                                | 6              | Cité internationale                              | Partie de l'ensemble de sculptures « Les Habitants »           | 2006             | 45° 47′ 08″ nord, 4° 51′ 16″ est | Image manquante                          |
| Buste de Jean-Baptiste François Rozier                  | R. Benoist                                                    | 6              | Parc de la Tête d'Or                             |                                                                |                  | à géolocaliser                   | Buste de Jean-Baptiste François Rozier   |
| Le Secret                                               | René Béclu                                                    | 6              | Parc de la Tête d'Or                             |                                                                | 1913             | 45° 46′ 26″ nord, 4° 51′ 23″ est | Le Secret                                |
| Monument à Joseph Serlin                                |                                                               | 6              | Place du Maréchal-Lyautey                        |                                                                |                  | 45° 46′ 06″ nord, 4° 50′ 29″ est | Monument à Joseph Serlin                 |
| Le Sportif                                              | Georges Salendre                                              | 6              | Parc de la Tête d'Or                             |                                                                |                  | 45° 27′ 49″ nord, 4° 30′ 43″ est | Image manquante                          |
| Truck                                                   | Erwin Wurm                                                    | 6              | Cité internationale                              |                                                                | 2007             | 45° 47′ 03″ nord, 4° 51′ 08″ est | Truck                                    |
| Monument à Claude-Marius Vaïsse                         |                                                               | 6              | Parc de la Tête d'Or                             |                                                                |                  | 45° 46′ 53″ nord, 4° 51′ 18″ est | Monument à Claude Marius Vaïsse          |
| La Vérité sortant de son puits                          | Lucien Pallez                                                 | 6              | Parc de la Tête d'Or                             |                                                                |                  | 45° 46′ 37″ nord, 4° 51′ 07″ est | La Vérité sortant de son puits           |
| World Markets                                           | Wang Du                                                       | 6              | Cité internationale                              |                                                                | 2004             | 45° 47′ 03″ nord, 4° 51′ 11″ est | World Markets                            |
| Claude Bernard                                          | Pierre Aubert                                                 | 7              | Université Lumière Lyon-II                       |                                                                | 1894             | 45° 45′ 03″ nord, 4° 50′ 12″ est | Claude Bernard                           |
| La Canéphore                                            | Albert Poncin                                                 | 7              | Place Jean-Macé                                  |                                                                | 1936             | 45° 44′ 46″ nord, 4° 50′ 32″ est | La Canéphore                             |
| La Pensée                                               | Georges Salendre                                              | 7              | Place Ollier                                     |                                                                | 1965             | 45° 45′ 09″ nord, 4° 50′ 17″ est | Image manquante                          |
| Buste d'Ambroise Courtois                               |                                                               | 8              | Place Ambroise-Courtois                          |                                                                |                  | 45° 44′ 40″ nord, 4° 52′ 16″ est | Image manquante                          |
| L'Arroseur arrosé                                       | Claude Gazier                                                 | 8              | Angle rue de Narvik-rue Gaston Cotte             |                                                                | 1997             | 45° 43′ 50″ nord, 4° 52′ 58″ est | L'Arroseur arrosé                        |
| Sigmund Freud                                           | Georges Faure                                                 | 8              | 290 route de Vienne                              |                                                                |                  | 45° 43′ 27″ nord, 4° 51′ 14″ est | Image manquante                          |
| Mathieu Jaboulay                                        | Jean-Baptiste Larrivé                                         | 8              | Faculté de médecine                              |                                                                | ?                | 45° 44′ 27″ nord, 4° 52′ 56″ est | Mathieu Jaboulay                         |
| Sculpture                                               | Philolaos                                                     | 9              | Boulevard de La Duchère                          |                                                                | 1967             | 45° 46′ 55″ nord, 4° 47′ 45″ est | Image manquante                          |
| Souvenir Unité Paix                                     | Georges Salendre                                              | 9              | Place Dumas-de-Loire                             |                                                                | 1960             | 45° 46′ 22″ nord, 4° 48′ 19″ est | Souvenir Unité Paix                      |

### Œuvres diverses
| Œuvre                                                        | Auteur                                          | Arrondissement | Localisation                                | Notes               | Installation                                           | Coordonnées                      | Illustration        |
| ------------------------------------------------------------ | ----------------------------------------------- | -------------- | ------------------------------------------- | ------------------- | ------------------------------------------------------ | -------------------------------- | ------------------- |
| ?                                                            | Xavier de Fraissinette                          | 6              | Rue Vendôme                                 |                     | 1993                                                   | 45° 45′ 53″ nord, 4° 50′ 45″ est | Image manquante     |
| Aménagement                                                  | Christian Drevet et Daniel Buren                | 1              | Place des Terreaux                          |                     | 1994                                                   | 45° 46′ 03″ nord, 4° 50′ 01″ est | Image manquante     |
| Les Robots                                                   | Alain Dettinger                                 | 1              | Ligne A, Hôtel de Ville - Louis Pradel      | installation murale | 1978                                                   | à géolocaliser                   | Les Robots          |
| Sans titre                                                   | Matt Mullican (en)                              | 1              | Parking Tables Claudiennes                  |                     | ?                                                      | à géolocaliser                   | Image manquante     |
| Sans titre                                                   |                                                 | 1              | Parking Tables Claudiennes                  |                     | ?                                                      | à géolocaliser                   | Image manquante     |
| Sans titre                                                   | Matt Mullican (en)                              | 1              | Parking Terreaux                            |                     | ?                                                      | à géolocaliser                   | Image manquante     |
| Fresque Perrache                                             | Packe, Le Môme et Indey (collectif Lyonbombing) | 2              | Ligne A, Perrache                           | graffiti            | 2013                                                   | à géolocaliser                   | Image manquante     |
| Les Hasards de la République                                 | François Morellet                               | 2              | Parking République                          |                     | ?                                                      | à géolocaliser                   | Image manquante     |
| Sens dessus dessous                                          | Daniel Buren                                    | 2              | Parking Célestins                           |                     | ?                                                      | à géolocaliser                   | Image manquante     |
| Les Aventures d'Ulysse sous terre                            | Joseph Kosuth                                   | 3              | Parking Gare Part-Dieu                      |                     | 1995                                                   | à géolocaliser                   | Image manquante     |
| Lumière, Lunes et Constellations                             | Véronique Joumard                               | 3              | Parking Fosse aux Ours                      |                     |                                                        | à géolocaliser                   | Image manquante     |
| Mosaïque                                                     | Jean Piton                                      | 3              | Ligne B, Gare Part-Dieu - Vivier Merle      | mosaïque            | 1983                                                   | 45° 45′ 43″ nord, 4° 51′ 28″ est | Image manquante     |
| Vitraux                                                      | René-Maria Burlet, Camille Niogret              | 3              | Ligne B, Place Guichard - Bourse du Travail | vitrail             | 1981                                                   | à géolocaliser                   | Image manquante     |
| De plain-pied et au sous-sol                                 | Michel Verjux                                   | 4              | Parking Croix-Rousse                        |                     |                                                        | à géolocaliser                   | Image manquante     |
| Panneaux de mosaïque et fragments de fresques gallo-romaines | Claude Cognet                                   | 4              | Ligne C, Hénon                              | installation murale | 1983                                                   | 45° 46′ 46″ nord, 4° 49′ 39″ est | Image manquante     |
| Petite Valse répétitive                                      | Valérie Jouve                                   | 4              | Parking Gros Caillou                        |                     |                                                        | à géolocaliser                   | Image manquante     |
| Alentours : Triptyque pour Saint Georges                     | Marin Kasimir                                   | 5              | Parking Saint-Georges                       |                     |                                                        | à géolocaliser                   | Image manquante     |
| Horloge Charvet                                              | Louis Charvet                                   | 5              | Place du Petit Collège                      |                     | 2021 (anciennement rue de la Poulaillerie depuis 1864) | 45° 45′ 50″ nord, 4° 49′ 40″ est | Horloge Charvet     |
| In Aeternum Renatus                                          | Geormillet                                      | 5              | Ligne D, Vieux Lyon - Cathédrale Saint-Jean | installation        | 1990                                                   | 45° 45′ 36″ nord, 4° 49′ 33″ est | In Aeternum Renatus |
| Sans titre                                                   | Peter Downsbrough                               | 6              | Parking Cité Internationale P2              |                     |                                                        | à géolocaliser                   | Image manquante     |
| Strata                                                       | Jody Elff                                       | 6              | Parking Cité Internationale P0              |                     |                                                        | à géolocaliser                   | Image manquante     |
| Trois Jeux de traits                                         | Georges Adilon                                  | 6              | Parking Morand                              |                     |                                                        | à géolocaliser                   | Image manquante     |
| La partie de football                                        | Jacques Dekerle                                 | 7              | Jean Macé (métro de Lyon)                   |                     | 1981                                                   | à géolocaliser                   | Image manquante     |
| La partie de basket                                          | Jacques Dekerle                                 | 7              | Jean Macé (métro de Lyon)                   |                     | 1981                                                   | à géolocaliser                   | Image manquante     |
| La Forêt souterraine                                         | Bruno Yvonnet                                   | 7              | Ligne B, Debourg                            | photographies       | 2000                                                   | 45° 43′ 53″ nord, 4° 50′ 01″ est | Image manquante     |
| Innommable - innombrable de 1 à 12 unités et de -2 à 10      | Dror Endeweld                                   | 7              | Parking Berthelot                           |                     |                                                        | à géolocaliser                   | Image manquante     |
| Rive de la planète, Rive de l'écrit                          | Patrick Raynaud                                 | 7              | Ligne B, Place Jean Jaurès                  | installation        | 2000                                                   | à géolocaliser                   | Image manquante     |
| Le Roc-aux-Sorciers                                          | Jean-Luc Moulène                                | 7              | Ligne B, Stade de Gerland                   | photographies       | 2000                                                   | à géolocaliser                   | Image manquante     |
| Victoire ou                                                  | Lawrence Weiner                                 | 7              | Parking Tony Garnier                        |                     |                                                        | à géolocaliser                   | Image manquante     |
| Cadran solaire                                               |                                                 | 8              | Avenue Jean-Mermoz, mairie annexe du 8e     | Cadran solaire      |                                                        | 45° 44′ 07″ nord, 4° 52′ 22″ est | Image manquante     |
| Complément d'image                                           | Victor Bosch                                    | 9              | Ligne D, Gare de Vaise                      | installation        | 1997                                                   | 45° 46′ 48″ nord, 4° 48′ 15″ est | Image manquante     |
| Installation                                                 | Jean-Philippe Aubanel                           | 9              | Ligne D, Valmy                              | installation        | 2000                                                   | 45° 46′ 30″ nord, 4° 48′ 20″ est | Image manquante     |